# Crustacis
Els crustacis (Crustacea) són un subembrancament d'artròpodes que compta amb gairebé 67.000 espècies, però falten per descriure'n fins a cinc o deu vegades aquest nombre. Alguns estudis de filogènia molecular suggereixen que són un grup parafilètic, però el tema dista molt d'estar resolt.
Aquest grup comprèn molts animals marins ben coneguts com la llagosta, la gamba, el cranc, el bernat ermità i el peu de cabra o percebe. També hi ha animals d'aigua dolça com la dàfnia, o crustacis terrestres, com el porquet de Sant Antoni.
La disciplina científica que estudia els crustacis és la carcinologia amb els sinònims de malacostrologia i crustaceologia.

## Anatomia
La mida dels crustacis és molt variable, oscil·lant entre menys de 100 μm i els 4 m d'envergadura (cranc aranya del Japó, Macrocheira kaempferi).
El cos està format per un nombre variable de metàmers o segments intercalats entre l'àcron i el tèlson, més de 50 en grups primitius com els cefalocàrides, diplostracis i notostracis; la tendència evolutiva general condueix a la pèrdua de metàmers; els malacostracis en tenen 19 o 20, i els cladòcers i ostràcodes no més de 10.
El cos està dividit normalment en tres tagmes o regions: cèfalon (cap), perèion (tòrax) i plèon (abdomen), per bé que, en general, els primers segments del tòrax es fusionen amb al cap, formant el que es coneix com a cefalotòrax.

### Exoesquelet
Una característica universal dels crustacis és la coberta rígida exterior anomenada exoesquelet. El cos del crustaci està protegit per l'exoesquelet, que s'ha de mudar perquè l'animal creixi. La closca que envolta cada somita es pot dividir en un tergum dorsal, un estern ventral i un pleuró lateral. Es poden fusionar diverses parts de l'exoesquelet.:289
Cada somita o segment corporal pot portar un parell d'apèndixs: als segments del cap, aquests inclouen dos parells d'antenes, les mandíbules i els maxil·lars.

Anatomia d'un malacostraci.

### Apèndixs
Els crustacis tenen cinc parells d'apèndixs: dos parells d'antenes, un parell de mandíbules i dos parells de maxil·les. Tots els tagmes posseeixen apèndixs; en les formes primitives tendeixen a ser similars, mentre que en les més evolucionades es transformen i s'adapten per a funcions específiques. Excepte el primer parell d'antenes, denominades antènules, els altres apèndixs són birramis, almenys en estat embrionari. Aquest tipus d'apèndix té una zona proximal de tres artells (de vegades reduïts a dos o a un) anomenada protopodi o simpodi, en la qual s'articulen dues branques, una principal interna (endopodi) i una altra secundària externa (exopodi); el protopodi té sovint expansions anomenades exites, situades a la part externa, i endites, a més d'epipodis foliacis amb funció respiratòria. En alguns casos, aquestes expansions es desenvolupen considerablement i adquireixen el paper preponderant de l'apèndix; per exemple, les grans endites de les mandíbules, denominades gnatobases, s'encarreguen de mastegar l'aliment. L'endopodi es fa molt petit en els decàpodes, els apèndixs poden semblar a primera vista unirramis. El segon parell d'antenes, específic dels crustacis, potser representi els apèndixs d'un segment del tronc que es va fusionar amb el cap ancestral.
Els apèndixs dels crustacis, malgrat la seva gran diversitat, responen a dos tipus estructurals bàsics: estenopodis i filopodis. Els estenopodis són apèndixs allargats, cilíndrics, robusts, amb tegument dur i amb els seus artells ben articulats entre si; són les típiques potes caminadores. Els filopodis són apèndixs foliacis, aplanats, amb tegument prim i amb articulacions poc marcades. Les seves funcions principals són la natació i l'intercanvi de gasos.

### Tagmes
Els tagmes o regions del cos del crustacis són: cèfalon (cap), perèion (tòrax) i plèon (abdomen).

#### Cèfalon o cap
Com en els altres mandibulats (Mandibulata), el cap dels crustacis es compon de cinc metàmers o segments (sis per a alguns autors), tres dels quals més o menys fusionats, més l'àcron. Les tergites d'aquests cinc segments es fusionen entre si per formar un tot continu anomenat escut cefàlic.
- Àcron. No posseeix apèndixs. Allotja el protocervell i porta els ulls, gairebé sempre ulls compostos, ja sigui assentats sobre el tegument (ulls sèssils) o sobre un peduncle (ulls pedunculats).
- Segment antenular (1r segment). Conté el deutocervell i porta el primer parell d'antenes o antènules, que són unirràmies. En els copèpodes adquireixen un gran desenvolupament i diversificació, ja que a més d'òrgan sensorial, les utilitzen com a rems per nedar i en alguns mascles serveixen per subjectar a la femella durant l'aparellament.
- Segment antenal (2n segment). Allotja el tritocervell; porta el segon parell d'antenes, de funció bàsicament sensorial, però en alguns grups, com cladòcers, ostracodes i en les larves nauplius, són els principals apèndixs locomotors.
- Segment mandibular (3r segment). Porta les mandíbules; posseeixen endites de tipus gnatobàsic molt esclerosades amb funció mastegadora; pot existir un petit palp mandibular.
- Primer segment maxil·lar (4t segment). Porta el primer parell de maxil·les o maxílules; la seva estructura és similar a la de les mandíbules, amb gantobases i palp maxilular. En espècies filtradores hi ha abundants sedes que retenen les partícules presents en l'aigua; en espècies carnívores tenen forma d'urpa amb les que capturen i manipulen les preses.
- Segon segment maxil·lar (5è segment). Porta el segon parell de maxil·les, denominades simplement maxil·les, que posseeixen un palp maxil·lar i són d'estructura i funció similars a les de les maxílules.

Sovint, els primers segments toràcics es fusionen amb el cèfalon i els seus apèndixs actuen com a peces bucals addicionals denominades maxil·lípedes. Les tergites d'aquests segments també es fusionen entre si, i amb la closca, per formar el cefalotòrax, per bé que, de vegades, aquest terme s'utilitza només quan recobreixi tot el tòrax, com és el cas dels eucàrides.

#### Tòrax i perèion
El tòrax té un nombre variable de segments, denominats toracòmers; en la majoria de grups són vuit, tot i que aquest nombre pot oscil·lar entre tres (ostràcodes) i onze (notostracis); cada toracòmer té un parell d'apèndixs anomenats toracopodis. Quan els primers segments toràcics es fusionen amb el cap, el conjunt de segments no fusionats rep el nom de perèion; cadascun dels seus segments, pereiònits o pereiòmers, i els seus apèndixs, pereiopodis. Els primers toracopodis tenen tendència a transformar-se en apèndixs bucals auxiliars (maxil·lípedes) i serveixen per a la manipulació de l'aliment. Els altres toracopodis (pereiopodis) solen relacionar-se amb la locomoció (nedar o caminar). En alguns grups, com els peracàrides, les femelles guarden els ous entre els pereiopodis, en una mena de marsupi.

#### Abdomen o plèon
El nombre de metàmers i apèndixs del plèon és molt variable, des d'un (ostràcodes) fins a 22 en notostracis (sense comptar el tèlson). En molts grups el nombre de segments és de sis. Els cirrípedes no tenen plèon. Els segments del plèon s'anomenen pleòmers.
Els apèndixs del plèon són els pleopodis, que solen faltar en els crustacis no malacostracis, excepte l'últim parell o uropodis. Els pleopodis tenen sovint forma de pala i són utilitzats per nedar.

## Ecologia
La gran majoria dels crustacis són aquàtics, viuen en ambients marins o d'aigua dolça, però alguns grups s'han adaptat a la vida terrestre, com ara els crancs terrestres, els ermitans terrestres i els porquets de Sant Antoni. Els crustacis marins són omnipresents als oceans, com els insectes a terra. De fet, els crustacis són el segon gran grup d'artròpodes aquàtics, després dels trilobits i, avui en dia, representen un 97 per cent de tots els artròpodes marins.
La majoria dels crustacis també són mòbils, es mouen de manera independent, tot i que algunes espècies són paràsites i viuen unides als seus hostes, i els percebes adults tenen una vida sèssil, s'adhereixen de cap al substrat i no es poden moure de forma independent. Alguns branquiürs poden suportar canvis bruscos de salinitat i poden canviar d'hostes d'espècies marines a espècies no marines. El krill és la base i la part més important de la cadena alimentària de les comunitats animals antàrtiques. Alguns crustacis són espècies invasores importants, com el cranc xinès (Eriocheir sinensis), el cranc blau (Callinectes sapidus), i el cranc de riu americà (Procambarus clarkii).

## Reproducció

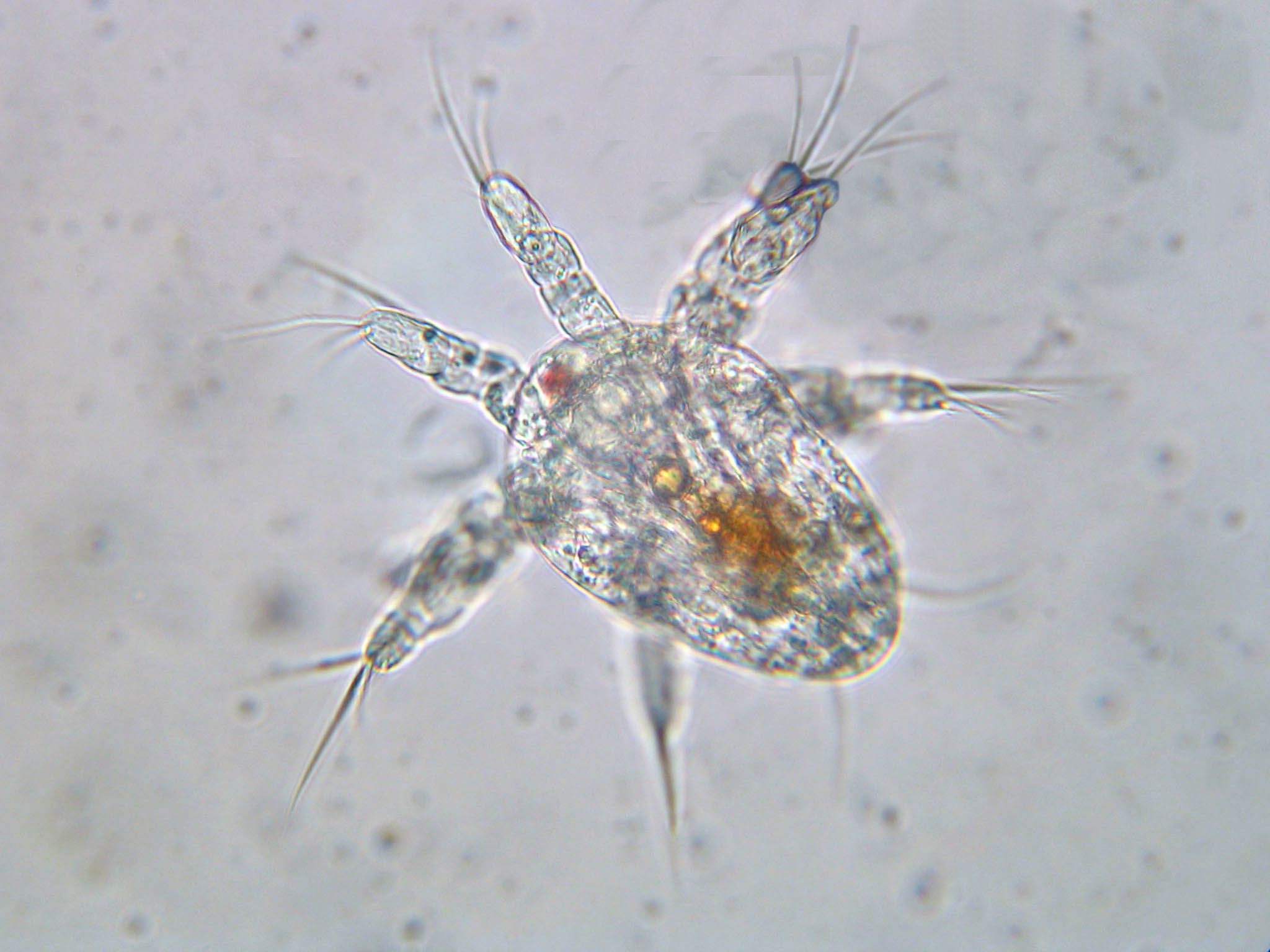
Larva nauplius

La majoria dels crustacis es reprodueixen sexualment tenen sexes separats. Un nombre reduït són hermafrodites, com ara els percebes, remipedis, i cefalocàrides. Alguns fins i tot poden canviar de sexe al llarg de la seva vida. La partenogènesi també està estesa entre els crustacis, on els òvuls viables són produïts per una femella sense necessitat de ser fecundats per un mascle; això passa en molts branquiòpodes, alguns ostràcodes, alguns isòpodes i certs crustacis «superiors», com ara Procambarus fallax.
Els crustacis presenten diverses formes larvàries, de les quals la primera i la més característica és la larva nauplius. Té tres parells d'apèndixs, tots emergents del cap, i un sol ull naupliar. En la majoria dels grups, hi ha altres etapes larvals, com ara les zoea. Segueix l'etapa de nauplius i precedeix la post-larva. Les larves de zoea neden amb els seus apèndixs toràcics, a diferència dels nauplis, que utilitzen apèndixs cefàlics. En molts decàpodes, a causa del seu desenvolupament accelerat, la zoea és la primera etapa larvària. En alguns casos, la fase zoea és seguida de la fase misis i, en altres, de la fase megalopa, segons el grup de crustacis implicat.

## Classificació
La classificació dels crustacis ha estat tradicionalment enrevessada i laberíntica. El treball de Martin & Davis (2001) va posar una mica d'ordre dins aquest complicat grup; aquests autors reconeixen sis classes, algunes subdividides en subclasses:
- Classe Branchiopoda
  - Subclasse Phyllopoda (Triops, puces d'agua, branquiòpodes «bivalves»)
  - Subclasse Sarsostraca (Artemia)
- Classe Cephalocarida
- Classe Maxillopoda
  - Subclasse Mystacocarida (diminuts crustacis intersticials)
  - Subclasse Copepoda (copèpodes)
  - Subclasse Branchiura (polls dels peixos)
  - Subclasse Pentastomida (paràsits vermiformes)
  - Subclasse Tantulocarida (paràsits marins)
  - Subclasse Thecostraca (percebes i afins)
- Classe Ostracoda
  - Subclasse Myodocopa
  - Subclasse Podocopa
- Classe Malacostraca
  - Subclasse Phyllocarida
  - Subclasse Hoplocarida (galeres)
  - Subclasse Eumalacostraca (kril, crancs, gambes, llagostes, porquets de Sant Antoni)
- Classe Remipedia
- Classe Hexapoda (tradicionalment exclosos; segons la taxonomia cladística haurien de ser inclosos)

## Filogènesi
Les relacions exactes de parentiu dels crustacis amb altres artròpodes no estan completament aclarides. Estudis basats en la morfologia van conduir a la hipòtesi Pancrustàcia, en què crustacis i hexàpodes (insectes i afins) són grups germans. Estudis més recents, que utilitzen seqüències d'ADN, suggereixen que els crustacis són parafilètics, amb els hexàpodes niats en un clade junt amb els crustacis.
|  | Copepoda, Malacostraca, Thecostraca                                                            |
|  |                                                                                                |
|  | \| \| Branchiopoda, Cephalocarida \| \| \| \| \| \| Remipedia, Hexapoda (insectes) \| \| \| \| |
|  |                                                                                                |
|  | Branchiopoda, Cephalocarida                                                                    |
|  |                                                                                                |
|  | Remipedia, Hexapoda (insectes)                                                                 |
|  |                                                                                                |

|  | Branchiopoda, Cephalocarida    |
|  |                                |
|  | Remipedia, Hexapoda (insectes) |
|  |                                |

|  | Copepoda, Malacostraca, Thecostraca                                                            |
|  |                                                                                                |
|  | \| \| Branchiopoda, Cephalocarida \| \| \| \| \| \| Remipedia, Hexapoda (insectes) \| \| \| \| |
|  |                                                                                                |
|  | Branchiopoda, Cephalocarida                                                                    |
|  |                                                                                                |
|  | Remipedia, Hexapoda (insectes)                                                                 |
|  |                                                                                                |

|  | Branchiopoda, Cephalocarida    |
|  |                                |
|  | Remipedia, Hexapoda (insectes) |
|  |                                |

|  | Copepoda, Malacostraca, Thecostraca                                                            |
|  |                                                                                                |
|  | \| \| Branchiopoda, Cephalocarida \| \| \| \| \| \| Remipedia, Hexapoda (insectes) \| \| \| \| |
|  |                                                                                                |
|  | Branchiopoda, Cephalocarida                                                                    |
|  |                                                                                                |
|  | Remipedia, Hexapoda (insectes)                                                                 |
|  |                                                                                                |

|  | Branchiopoda, Cephalocarida    |
|  |                                |
|  | Remipedia, Hexapoda (insectes) |
|  |                                |

|  | Copepoda, Malacostraca, Thecostraca                                                            |
|  |                                                                                                |
|  | \| \| Branchiopoda, Cephalocarida \| \| \| \| \| \| Remipedia, Hexapoda (insectes) \| \| \| \| |
|  |                                                                                                |
|  | Branchiopoda, Cephalocarida                                                                    |
|  |                                                                                                |
|  | Remipedia, Hexapoda (insectes)                                                                 |
|  |                                                                                                |

|  | Branchiopoda, Cephalocarida    |
|  |                                |
|  | Remipedia, Hexapoda (insectes) |
|  |                                |

|  | Copepoda, Malacostraca, Thecostraca                                                            |
|  |                                                                                                |
|  | \| \| Branchiopoda, Cephalocarida \| \| \| \| \| \| Remipedia, Hexapoda (insectes) \| \| \| \| |
|  |                                                                                                |
|  | Branchiopoda, Cephalocarida                                                                    |
|  |                                                                                                |
|  | Remipedia, Hexapoda (insectes)                                                                 |
|  |                                                                                                |

|  | Branchiopoda, Cephalocarida    |
|  |                                |
|  | Remipedia, Hexapoda (insectes) |
|  |                                |

|  | Copepoda, Malacostraca, Thecostraca                                                            |
|  |                                                                                                |
|  | \| \| Branchiopoda, Cephalocarida \| \| \| \| \| \| Remipedia, Hexapoda (insectes) \| \| \| \| |
|  |                                                                                                |
|  | Branchiopoda, Cephalocarida                                                                    |
|  |                                                                                                |
|  | Remipedia, Hexapoda (insectes)                                                                 |
|  |                                                                                                |

|  | Branchiopoda, Cephalocarida    |
|  |                                |
|  | Remipedia, Hexapoda (insectes) |
|  |                                |

|  | Copepoda, Malacostraca, Thecostraca                                                            |
|  |                                                                                                |
|  | \| \| Branchiopoda, Cephalocarida \| \| \| \| \| \| Remipedia, Hexapoda (insectes) \| \| \| \| |
|  |                                                                                                |
|  | Branchiopoda, Cephalocarida                                                                    |
|  |                                                                                                |
|  | Remipedia, Hexapoda (insectes)                                                                 |
|  |                                                                                                |

|  | Branchiopoda, Cephalocarida    |
|  |                                |
|  | Remipedia, Hexapoda (insectes) |
|  |                                |

|  | Copepoda, Malacostraca, Thecostraca                                                            |
|  |                                                                                                |
|  | \| \| Branchiopoda, Cephalocarida \| \| \| \| \| \| Remipedia, Hexapoda (insectes) \| \| \| \| |
|  |                                                                                                |
|  | Branchiopoda, Cephalocarida                                                                    |
|  |                                                                                                |
|  | Remipedia, Hexapoda (insectes)                                                                 |
|  |                                                                                                |

|  | Branchiopoda, Cephalocarida    |
|  |                                |
|  | Remipedia, Hexapoda (insectes) |
|  |                                |

|  | Copepoda, Malacostraca, Thecostraca                                                            |
|  |                                                                                                |
|  | \| \| Branchiopoda, Cephalocarida \| \| \| \| \| \| Remipedia, Hexapoda (insectes) \| \| \| \| |
|  |                                                                                                |
|  | Branchiopoda, Cephalocarida                                                                    |
|  |                                                                                                |
|  | Remipedia, Hexapoda (insectes)                                                                 |
|  |                                                                                                |

|  | Branchiopoda, Cephalocarida    |
|  |                                |
|  | Remipedia, Hexapoda (insectes) |
|  |                                |

|  | Copepoda, Malacostraca, Thecostraca                                                            |
|  |                                                                                                |
|  | \| \| Branchiopoda, Cephalocarida \| \| \| \| \| \| Remipedia, Hexapoda (insectes) \| \| \| \| |
|  |                                                                                                |
|  | Branchiopoda, Cephalocarida                                                                    |
|  |                                                                                                |
|  | Remipedia, Hexapoda (insectes)                                                                 |
|  |                                                                                                |

|  | Branchiopoda, Cephalocarida    |
|  |                                |
|  | Remipedia, Hexapoda (insectes) |
|  |                                |

|  | Copepoda, Malacostraca, Thecostraca                                                            |
|  |                                                                                                |
|  | \| \| Branchiopoda, Cephalocarida \| \| \| \| \| \| Remipedia, Hexapoda (insectes) \| \| \| \| |
|  |                                                                                                |
|  | Branchiopoda, Cephalocarida                                                                    |
|  |                                                                                                |
|  | Remipedia, Hexapoda (insectes)                                                                 |
|  |                                                                                                |

|  | Branchiopoda, Cephalocarida    |
|  |                                |
|  | Remipedia, Hexapoda (insectes) |
|  |                                |

|  | Copepoda, Malacostraca, Thecostraca                                                            |
|  |                                                                                                |
|  | \| \| Branchiopoda, Cephalocarida \| \| \| \| \| \| Remipedia, Hexapoda (insectes) \| \| \| \| |
|  |                                                                                                |
|  | Branchiopoda, Cephalocarida                                                                    |
|  |                                                                                                |
|  | Remipedia, Hexapoda (insectes)                                                                 |
|  |                                                                                                |

|  | Branchiopoda, Cephalocarida    |
|  |                                |
|  | Remipedia, Hexapoda (insectes) |
|  |                                |

|  | Copepoda, Malacostraca, Thecostraca                                                            |
|  |                                                                                                |
|  | \| \| Branchiopoda, Cephalocarida \| \| \| \| \| \| Remipedia, Hexapoda (insectes) \| \| \| \| |
|  |                                                                                                |
|  | Branchiopoda, Cephalocarida                                                                    |
|  |                                                                                                |
|  | Remipedia, Hexapoda (insectes)                                                                 |
|  |                                                                                                |

|  | Branchiopoda, Cephalocarida    |
|  |                                |
|  | Remipedia, Hexapoda (insectes) |
|  |                                |

|  | Copepoda, Malacostraca, Thecostraca                                                            |
|  |                                                                                                |
|  | \| \| Branchiopoda, Cephalocarida \| \| \| \| \| \| Remipedia, Hexapoda (insectes) \| \| \| \| |
|  |                                                                                                |
|  | Branchiopoda, Cephalocarida                                                                    |
|  |                                                                                                |
|  | Remipedia, Hexapoda (insectes)                                                                 |
|  |                                                                                                |

|  | Branchiopoda, Cephalocarida    |
|  |                                |
|  | Remipedia, Hexapoda (insectes) |
|  |                                |

|  | Copepoda, Malacostraca, Thecostraca                                                            |
|  |                                                                                                |
|  | \| \| Branchiopoda, Cephalocarida \| \| \| \| \| \| Remipedia, Hexapoda (insectes) \| \| \| \| |
|  |                                                                                                |
|  | Branchiopoda, Cephalocarida                                                                    |
|  |                                                                                                |
|  | Remipedia, Hexapoda (insectes)                                                                 |
|  |                                                                                                |

|  | Branchiopoda, Cephalocarida    |
|  |                                |
|  | Remipedia, Hexapoda (insectes) |
|  |                                |

|  | Copepoda, Malacostraca, Thecostraca                                                            |
|  |                                                                                                |
|  | \| \| Branchiopoda, Cephalocarida \| \| \| \| \| \| Remipedia, Hexapoda (insectes) \| \| \| \| |
|  |                                                                                                |
|  | Branchiopoda, Cephalocarida                                                                    |
|  |                                                                                                |
|  | Remipedia, Hexapoda (insectes)                                                                 |
|  |                                                                                                |

|  | Branchiopoda, Cephalocarida    |
|  |                                |
|  | Remipedia, Hexapoda (insectes) |
|  |                                |

|  | Copepoda, Malacostraca, Thecostraca                                                            |
|  |                                                                                                |
|  | \| \| Branchiopoda, Cephalocarida \| \| \| \| \| \| Remipedia, Hexapoda (insectes) \| \| \| \| |
|  |                                                                                                |
|  | Branchiopoda, Cephalocarida                                                                    |
|  |                                                                                                |
|  | Remipedia, Hexapoda (insectes)                                                                 |
|  |                                                                                                |

|  | Branchiopoda, Cephalocarida    |
|  |                                |
|  | Remipedia, Hexapoda (insectes) |
|  |                                |

|  | Copepoda, Malacostraca, Thecostraca                                                            |
|  |                                                                                                |
|  | \| \| Branchiopoda, Cephalocarida \| \| \| \| \| \| Remipedia, Hexapoda (insectes) \| \| \| \| |
|  |                                                                                                |
|  | Branchiopoda, Cephalocarida                                                                    |
|  |                                                                                                |
|  | Remipedia, Hexapoda (insectes)                                                                 |
|  |                                                                                                |

|  | Branchiopoda, Cephalocarida    |
|  |                                |
|  | Remipedia, Hexapoda (insectes) |
|  |                                |

|  | Copepoda, Malacostraca, Thecostraca                                                            |
|  |                                                                                                |
|  | \| \| Branchiopoda, Cephalocarida \| \| \| \| \| \| Remipedia, Hexapoda (insectes) \| \| \| \| |
|  |                                                                                                |
|  | Branchiopoda, Cephalocarida                                                                    |
|  |                                                                                                |
|  | Remipedia, Hexapoda (insectes)                                                                 |
|  |                                                                                                |

|  | Branchiopoda, Cephalocarida    |
|  |                                |
|  | Remipedia, Hexapoda (insectes) |
|  |                                |

|  | Copepoda, Malacostraca, Thecostraca                                                            |
|  |                                                                                                |
|  | \| \| Branchiopoda, Cephalocarida \| \| \| \| \| \| Remipedia, Hexapoda (insectes) \| \| \| \| |
|  |                                                                                                |
|  | Branchiopoda, Cephalocarida                                                                    |
|  |                                                                                                |
|  | Remipedia, Hexapoda (insectes)                                                                 |
|  |                                                                                                |

|  | Branchiopoda, Cephalocarida    |
|  |                                |
|  | Remipedia, Hexapoda (insectes) |
|  |                                |

|  | Copepoda, Malacostraca, Thecostraca                                                            |
|  |                                                                                                |
|  | \| \| Branchiopoda, Cephalocarida \| \| \| \| \| \| Remipedia, Hexapoda (insectes) \| \| \| \| |
|  |                                                                                                |
|  | Branchiopoda, Cephalocarida                                                                    |
|  |                                                                                                |
|  | Remipedia, Hexapoda (insectes)                                                                 |
|  |                                                                                                |

|  | Branchiopoda, Cephalocarida    |
|  |                                |
|  | Remipedia, Hexapoda (insectes) |
|  |                                |

|  | Copepoda, Malacostraca, Thecostraca                                                            |
|  |                                                                                                |
|  | \| \| Branchiopoda, Cephalocarida \| \| \| \| \| \| Remipedia, Hexapoda (insectes) \| \| \| \| |
|  |                                                                                                |
|  | Branchiopoda, Cephalocarida                                                                    |
|  |                                                                                                |
|  | Remipedia, Hexapoda (insectes)                                                                 |
|  |                                                                                                |

|  | Branchiopoda, Cephalocarida    |
|  |                                |
|  | Remipedia, Hexapoda (insectes) |
|  |                                |

|  | Copepoda, Malacostraca, Thecostraca                                                            |
|  |                                                                                                |
|  | \| \| Branchiopoda, Cephalocarida \| \| \| \| \| \| Remipedia, Hexapoda (insectes) \| \| \| \| |
|  |                                                                                                |
|  | Branchiopoda, Cephalocarida                                                                    |
|  |                                                                                                |
|  | Remipedia, Hexapoda (insectes)                                                                 |
|  |                                                                                                |

|  | Branchiopoda, Cephalocarida    |
|  |                                |
|  | Remipedia, Hexapoda (insectes) |
|  |                                |

|  | Copepoda, Malacostraca, Thecostraca                                                            |
|  |                                                                                                |
|  | \| \| Branchiopoda, Cephalocarida \| \| \| \| \| \| Remipedia, Hexapoda (insectes) \| \| \| \| |
|  |                                                                                                |
|  | Branchiopoda, Cephalocarida                                                                    |
|  |                                                                                                |
|  | Remipedia, Hexapoda (insectes)                                                                 |
|  |                                                                                                |

|  | Branchiopoda, Cephalocarida    |
|  |                                |
|  | Remipedia, Hexapoda (insectes) |
|  |                                |

|  | Copepoda, Malacostraca, Thecostraca                                                            |
|  |                                                                                                |
|  | \| \| Branchiopoda, Cephalocarida \| \| \| \| \| \| Remipedia, Hexapoda (insectes) \| \| \| \| |
|  |                                                                                                |
|  | Branchiopoda, Cephalocarida                                                                    |
|  |                                                                                                |
|  | Remipedia, Hexapoda (insectes)                                                                 |
|  |                                                                                                |

|  | Branchiopoda, Cephalocarida    |
|  |                                |
|  | Remipedia, Hexapoda (insectes) |
|  |                                |

|  | Copepoda, Malacostraca, Thecostraca                                                            |
|  |                                                                                                |
|  | \| \| Branchiopoda, Cephalocarida \| \| \| \| \| \| Remipedia, Hexapoda (insectes) \| \| \| \| |
|  |                                                                                                |
|  | Branchiopoda, Cephalocarida                                                                    |
|  |                                                                                                |
|  | Remipedia, Hexapoda (insectes)                                                                 |
|  |                                                                                                |

|  | Branchiopoda, Cephalocarida    |
|  |                                |
|  | Remipedia, Hexapoda (insectes) |
|  |                                |

|  | Copepoda, Malacostraca, Thecostraca                                                            |
|  |                                                                                                |
|  | \| \| Branchiopoda, Cephalocarida \| \| \| \| \| \| Remipedia, Hexapoda (insectes) \| \| \| \| |
|  |                                                                                                |
|  | Branchiopoda, Cephalocarida                                                                    |
|  |                                                                                                |
|  | Remipedia, Hexapoda (insectes)                                                                 |
|  |                                                                                                |

|  | Branchiopoda, Cephalocarida    |
|  |                                |
|  | Remipedia, Hexapoda (insectes) |
|  |                                |

|  | Copepoda, Malacostraca, Thecostraca                                                            |
|  |                                                                                                |
|  | \| \| Branchiopoda, Cephalocarida \| \| \| \| \| \| Remipedia, Hexapoda (insectes) \| \| \| \| |
|  |                                                                                                |
|  | Branchiopoda, Cephalocarida                                                                    |
|  |                                                                                                |
|  | Remipedia, Hexapoda (insectes)                                                                 |
|  |                                                                                                |

|  | Branchiopoda, Cephalocarida    |
|  |                                |
|  | Remipedia, Hexapoda (insectes) |
|  |                                |

|  | Copepoda, Malacostraca, Thecostraca                                                            |
|  |                                                                                                |
|  | \| \| Branchiopoda, Cephalocarida \| \| \| \| \| \| Remipedia, Hexapoda (insectes) \| \| \| \| |
|  |                                                                                                |
|  | Branchiopoda, Cephalocarida                                                                    |
|  |                                                                                                |
|  | Remipedia, Hexapoda (insectes)                                                                 |
|  |                                                                                                |

|  | Branchiopoda, Cephalocarida    |
|  |                                |
|  | Remipedia, Hexapoda (insectes) |
|  |                                |

|  | Copepoda, Malacostraca, Thecostraca                                                            |
|  |                                                                                                |
|  | \| \| Branchiopoda, Cephalocarida \| \| \| \| \| \| Remipedia, Hexapoda (insectes) \| \| \| \| |
|  |                                                                                                |
|  | Branchiopoda, Cephalocarida                                                                    |
|  |                                                                                                |
|  | Remipedia, Hexapoda (insectes)                                                                 |
|  |                                                                                                |

|  | Branchiopoda, Cephalocarida    |
|  |                                |
|  | Remipedia, Hexapoda (insectes) |
|  |                                |

|  | Copepoda, Malacostraca, Thecostraca                                                            |
|  |                                                                                                |
|  | \| \| Branchiopoda, Cephalocarida \| \| \| \| \| \| Remipedia, Hexapoda (insectes) \| \| \| \| |
|  |                                                                                                |
|  | Branchiopoda, Cephalocarida                                                                    |
|  |                                                                                                |
|  | Remipedia, Hexapoda (insectes)                                                                 |
|  |                                                                                                |

|  | Branchiopoda, Cephalocarida    |
|  |                                |
|  | Remipedia, Hexapoda (insectes) |
|  |                                |

|  | Copepoda, Malacostraca, Thecostraca                                                            |
|  |                                                                                                |
|  | \| \| Branchiopoda, Cephalocarida \| \| \| \| \| \| Remipedia, Hexapoda (insectes) \| \| \| \| |
|  |                                                                                                |
|  | Branchiopoda, Cephalocarida                                                                    |
|  |                                                                                                |
|  | Remipedia, Hexapoda (insectes)                                                                 |
|  |                                                                                                |

|  | Branchiopoda, Cephalocarida    |
|  |                                |
|  | Remipedia, Hexapoda (insectes) |
|  |                                |

|  | Copepoda, Malacostraca, Thecostraca                                                            |
|  |                                                                                                |
|  | \| \| Branchiopoda, Cephalocarida \| \| \| \| \| \| Remipedia, Hexapoda (insectes) \| \| \| \| |
|  |                                                                                                |
|  | Branchiopoda, Cephalocarida                                                                    |
|  |                                                                                                |
|  | Remipedia, Hexapoda (insectes)                                                                 |
|  |                                                                                                |

|  | Branchiopoda, Cephalocarida    |
|  |                                |
|  | Remipedia, Hexapoda (insectes) |
|  |                                |

|  | Copepoda, Malacostraca, Thecostraca                                                            |
|  |                                                                                                |
|  | \| \| Branchiopoda, Cephalocarida \| \| \| \| \| \| Remipedia, Hexapoda (insectes) \| \| \| \| |
|  |                                                                                                |
|  | Branchiopoda, Cephalocarida                                                                    |
|  |                                                                                                |
|  | Remipedia, Hexapoda (insectes)                                                                 |
|  |                                                                                                |

|  | Branchiopoda, Cephalocarida    |
|  |                                |
|  | Remipedia, Hexapoda (insectes) |
|  |                                |

|  | Copepoda, Malacostraca, Thecostraca                                                            |
|  |                                                                                                |
|  | \| \| Branchiopoda, Cephalocarida \| \| \| \| \| \| Remipedia, Hexapoda (insectes) \| \| \| \| |
|  |                                                                                                |
|  | Branchiopoda, Cephalocarida                                                                    |
|  |                                                                                                |
|  | Remipedia, Hexapoda (insectes)                                                                 |
|  |                                                                                                |

|  | Branchiopoda, Cephalocarida    |
|  |                                |
|  | Remipedia, Hexapoda (insectes) |
|  |                                |

|  | Copepoda, Malacostraca, Thecostraca                                                            |
|  |                                                                                                |
|  | \| \| Branchiopoda, Cephalocarida \| \| \| \| \| \| Remipedia, Hexapoda (insectes) \| \| \| \| |
|  |                                                                                                |
|  | Branchiopoda, Cephalocarida                                                                    |
|  |                                                                                                |
|  | Remipedia, Hexapoda (insectes)                                                                 |
|  |                                                                                                |

|  | Branchiopoda, Cephalocarida    |
|  |                                |
|  | Remipedia, Hexapoda (insectes) |
|  |                                |

|  | Copepoda, Malacostraca, Thecostraca                                                            |
|  |                                                                                                |
|  | \| \| Branchiopoda, Cephalocarida \| \| \| \| \| \| Remipedia, Hexapoda (insectes) \| \| \| \| |
|  |                                                                                                |
|  | Branchiopoda, Cephalocarida                                                                    |
|  |                                                                                                |
|  | Remipedia, Hexapoda (insectes)                                                                 |
|  |                                                                                                |

|  | Branchiopoda, Cephalocarida    |
|  |                                |
|  | Remipedia, Hexapoda (insectes) |
|  |                                |

|  | Copepoda, Malacostraca, Thecostraca                                                            |
|  |                                                                                                |
|  | \| \| Branchiopoda, Cephalocarida \| \| \| \| \| \| Remipedia, Hexapoda (insectes) \| \| \| \| |
|  |                                                                                                |
|  | Branchiopoda, Cephalocarida                                                                    |
|  |                                                                                                |
|  | Remipedia, Hexapoda (insectes)                                                                 |
|  |                                                                                                |

|  | Branchiopoda, Cephalocarida    |
|  |                                |
|  | Remipedia, Hexapoda (insectes) |
|  |                                |

|  | Copepoda, Malacostraca, Thecostraca                                                            |
|  |                                                                                                |
|  | \| \| Branchiopoda, Cephalocarida \| \| \| \| \| \| Remipedia, Hexapoda (insectes) \| \| \| \| |
|  |                                                                                                |
|  | Branchiopoda, Cephalocarida                                                                    |
|  |                                                                                                |
|  | Remipedia, Hexapoda (insectes)                                                                 |
|  |                                                                                                |

|  | Branchiopoda, Cephalocarida    |
|  |                                |
|  | Remipedia, Hexapoda (insectes) |
|  |                                |

|  | Copepoda, Malacostraca, Thecostraca                                                            |
|  |                                                                                                |
|  | \| \| Branchiopoda, Cephalocarida \| \| \| \| \| \| Remipedia, Hexapoda (insectes) \| \| \| \| |
|  |                                                                                                |
|  | Branchiopoda, Cephalocarida                                                                    |
|  |                                                                                                |
|  | Remipedia, Hexapoda (insectes)                                                                 |
|  |                                                                                                |

|  | Branchiopoda, Cephalocarida    |
|  |                                |
|  | Remipedia, Hexapoda (insectes) |
|  |                                |

|  | Copepoda, Malacostraca, Thecostraca                                                            |
|  |                                                                                                |
|  | \| \| Branchiopoda, Cephalocarida \| \| \| \| \| \| Remipedia, Hexapoda (insectes) \| \| \| \| |
|  |                                                                                                |
|  | Branchiopoda, Cephalocarida                                                                    |
|  |                                                                                                |
|  | Remipedia, Hexapoda (insectes)                                                                 |
|  |                                                                                                |

|  | Branchiopoda, Cephalocarida    |
|  |                                |
|  | Remipedia, Hexapoda (insectes) |
|  |                                |

|  | Copepoda, Malacostraca, Thecostraca                                                            |
|  |                                                                                                |
|  | \| \| Branchiopoda, Cephalocarida \| \| \| \| \| \| Remipedia, Hexapoda (insectes) \| \| \| \| |
|  |                                                                                                |
|  | Branchiopoda, Cephalocarida                                                                    |
|  |                                                                                                |
|  | Remipedia, Hexapoda (insectes)                                                                 |
|  |                                                                                                |

|  | Branchiopoda, Cephalocarida    |
|  |                                |
|  | Remipedia, Hexapoda (insectes) |
|  |                                |

|  | Copepoda, Malacostraca, Thecostraca                                                            |
|  |                                                                                                |
|  | \| \| Branchiopoda, Cephalocarida \| \| \| \| \| \| Remipedia, Hexapoda (insectes) \| \| \| \| |
|  |                                                                                                |
|  | Branchiopoda, Cephalocarida                                                                    |
|  |                                                                                                |
|  | Remipedia, Hexapoda (insectes)                                                                 |
|  |                                                                                                |

|  | Branchiopoda, Cephalocarida    |
|  |                                |
|  | Remipedia, Hexapoda (insectes) |
|  |                                |

|  | Copepoda, Malacostraca, Thecostraca                                                            |
|  |                                                                                                |
|  | \| \| Branchiopoda, Cephalocarida \| \| \| \| \| \| Remipedia, Hexapoda (insectes) \| \| \| \| |
|  |                                                                                                |
|  | Branchiopoda, Cephalocarida                                                                    |
|  |                                                                                                |
|  | Remipedia, Hexapoda (insectes)                                                                 |
|  |                                                                                                |

|  | Branchiopoda, Cephalocarida    |
|  |                                |
|  | Remipedia, Hexapoda (insectes) |
|  |                                |

|  | Copepoda, Malacostraca, Thecostraca                                                            |
|  |                                                                                                |
|  | \| \| Branchiopoda, Cephalocarida \| \| \| \| \| \| Remipedia, Hexapoda (insectes) \| \| \| \| |
|  |                                                                                                |
|  | Branchiopoda, Cephalocarida                                                                    |
|  |                                                                                                |
|  | Remipedia, Hexapoda (insectes)                                                                 |
|  |                                                                                                |

|  | Branchiopoda, Cephalocarida    |
|  |                                |
|  | Remipedia, Hexapoda (insectes) |
|  |                                |

|  | Copepoda, Malacostraca, Thecostraca                                                            |
|  |                                                                                                |
|  | \| \| Branchiopoda, Cephalocarida \| \| \| \| \| \| Remipedia, Hexapoda (insectes) \| \| \| \| |
|  |                                                                                                |
|  | Branchiopoda, Cephalocarida                                                                    |
|  |                                                                                                |
|  | Remipedia, Hexapoda (insectes)                                                                 |
|  |                                                                                                |

|  | Branchiopoda, Cephalocarida    |
|  |                                |
|  | Remipedia, Hexapoda (insectes) |
|  |                                |

|  | Copepoda, Malacostraca, Thecostraca                                                            |
|  |                                                                                                |
|  | \| \| Branchiopoda, Cephalocarida \| \| \| \| \| \| Remipedia, Hexapoda (insectes) \| \| \| \| |
|  |                                                                                                |
|  | Branchiopoda, Cephalocarida                                                                    |
|  |                                                                                                |
|  | Remipedia, Hexapoda (insectes)                                                                 |
|  |                                                                                                |

|  | Branchiopoda, Cephalocarida    |
|  |                                |
|  | Remipedia, Hexapoda (insectes) |
|  |                                |

|  | Copepoda, Malacostraca, Thecostraca                                                            |
|  |                                                                                                |
|  | \| \| Branchiopoda, Cephalocarida \| \| \| \| \| \| Remipedia, Hexapoda (insectes) \| \| \| \| |
|  |                                                                                                |
|  | Branchiopoda, Cephalocarida                                                                    |
|  |                                                                                                |
|  | Remipedia, Hexapoda (insectes)                                                                 |
|  |                                                                                                |

|  | Branchiopoda, Cephalocarida    |
|  |                                |
|  | Remipedia, Hexapoda (insectes) |
|  |                                |

|  | Copepoda, Malacostraca, Thecostraca                                                            |
|  |                                                                                                |
|  | \| \| Branchiopoda, Cephalocarida \| \| \| \| \| \| Remipedia, Hexapoda (insectes) \| \| \| \| |
|  |                                                                                                |
|  | Branchiopoda, Cephalocarida                                                                    |
|  |                                                                                                |
|  | Remipedia, Hexapoda (insectes)                                                                 |
|  |                                                                                                |

|  | Branchiopoda, Cephalocarida    |
|  |                                |
|  | Remipedia, Hexapoda (insectes) |
|  |                                |

|  | Copepoda, Malacostraca, Thecostraca                                                            |
|  |                                                                                                |
|  | \| \| Branchiopoda, Cephalocarida \| \| \| \| \| \| Remipedia, Hexapoda (insectes) \| \| \| \| |
|  |                                                                                                |
|  | Branchiopoda, Cephalocarida                                                                    |
|  |                                                                                                |
|  | Remipedia, Hexapoda (insectes)                                                                 |
|  |                                                                                                |

|  | Branchiopoda, Cephalocarida    |
|  |                                |
|  | Remipedia, Hexapoda (insectes) |
|  |                                |

|  | Copepoda, Malacostraca, Thecostraca                                                            |
|  |                                                                                                |
|  | \| \| Branchiopoda, Cephalocarida \| \| \| \| \| \| Remipedia, Hexapoda (insectes) \| \| \| \| |
|  |                                                                                                |
|  | Branchiopoda, Cephalocarida                                                                    |
|  |                                                                                                |
|  | Remipedia, Hexapoda (insectes)                                                                 |
|  |                                                                                                |

|  | Branchiopoda, Cephalocarida    |
|  |                                |
|  | Remipedia, Hexapoda (insectes) |
|  |                                |

|  | Copepoda, Malacostraca, Thecostraca                                                            |
|  |                                                                                                |
|  | \| \| Branchiopoda, Cephalocarida \| \| \| \| \| \| Remipedia, Hexapoda (insectes) \| \| \| \| |
|  |                                                                                                |
|  | Branchiopoda, Cephalocarida                                                                    |
|  |                                                                                                |
|  | Remipedia, Hexapoda (insectes)                                                                 |
|  |                                                                                                |

|  | Branchiopoda, Cephalocarida    |
|  |                                |
|  | Remipedia, Hexapoda (insectes) |
|  |                                |

|  | Copepoda, Malacostraca, Thecostraca                                                            |
|  |                                                                                                |
|  | \| \| Branchiopoda, Cephalocarida \| \| \| \| \| \| Remipedia, Hexapoda (insectes) \| \| \| \| |
|  |                                                                                                |
|  | Branchiopoda, Cephalocarida                                                                    |
|  |                                                                                                |
|  | Remipedia, Hexapoda (insectes)                                                                 |
|  |                                                                                                |

|  | Branchiopoda, Cephalocarida    |
|  |                                |
|  | Remipedia, Hexapoda (insectes) |
|  |                                |

|  | Copepoda, Malacostraca, Thecostraca                                                            |
|  |                                                                                                |
|  | \| \| Branchiopoda, Cephalocarida \| \| \| \| \| \| Remipedia, Hexapoda (insectes) \| \| \| \| |
|  |                                                                                                |
|  | Branchiopoda, Cephalocarida                                                                    |
|  |                                                                                                |
|  | Remipedia, Hexapoda (insectes)                                                                 |
|  |                                                                                                |

|  | Branchiopoda, Cephalocarida    |
|  |                                |
|  | Remipedia, Hexapoda (insectes) |
|  |                                |

|  | Copepoda, Malacostraca, Thecostraca                                                            |
|  |                                                                                                |
|  | \| \| Branchiopoda, Cephalocarida \| \| \| \| \| \| Remipedia, Hexapoda (insectes) \| \| \| \| |
|  |                                                                                                |
|  | Branchiopoda, Cephalocarida                                                                    |
|  |                                                                                                |
|  | Remipedia, Hexapoda (insectes)                                                                 |
|  |                                                                                                |

|  | Branchiopoda, Cephalocarida    |
|  |                                |
|  | Remipedia, Hexapoda (insectes) |
|  |                                |

|  | Copepoda, Malacostraca, Thecostraca                                                            |
|  |                                                                                                |
|  | \| \| Branchiopoda, Cephalocarida \| \| \| \| \| \| Remipedia, Hexapoda (insectes) \| \| \| \| |
|  |                                                                                                |
|  | Branchiopoda, Cephalocarida                                                                    |
|  |                                                                                                |
|  | Remipedia, Hexapoda (insectes)                                                                 |
|  |                                                                                                |

|  | Branchiopoda, Cephalocarida    |
|  |                                |
|  | Remipedia, Hexapoda (insectes) |
|  |                                |

|  | Copepoda, Malacostraca, Thecostraca                                                            |
|  |                                                                                                |
|  | \| \| Branchiopoda, Cephalocarida \| \| \| \| \| \| Remipedia, Hexapoda (insectes) \| \| \| \| |
|  |                                                                                                |
|  | Branchiopoda, Cephalocarida                                                                    |
|  |                                                                                                |
|  | Remipedia, Hexapoda (insectes)                                                                 |
|  |                                                                                                |

|  | Branchiopoda, Cephalocarida    |
|  |                                |
|  | Remipedia, Hexapoda (insectes) |
|  |                                |

|  | Copepoda, Malacostraca, Thecostraca                                                            |
|  |                                                                                                |
|  | \| \| Branchiopoda, Cephalocarida \| \| \| \| \| \| Remipedia, Hexapoda (insectes) \| \| \| \| |
|  |                                                                                                |
|  | Branchiopoda, Cephalocarida                                                                    |
|  |                                                                                                |
|  | Remipedia, Hexapoda (insectes)                                                                 |
|  |                                                                                                |

|  | Branchiopoda, Cephalocarida    |
|  |                                |
|  | Remipedia, Hexapoda (insectes) |
|  |                                |

|  | Copepoda, Malacostraca, Thecostraca                                                            |
|  |                                                                                                |
|  | \| \| Branchiopoda, Cephalocarida \| \| \| \| \| \| Remipedia, Hexapoda (insectes) \| \| \| \| |
|  |                                                                                                |
|  | Branchiopoda, Cephalocarida                                                                    |
|  |                                                                                                |
|  | Remipedia, Hexapoda (insectes)                                                                 |
|  |                                                                                                |

|  | Branchiopoda, Cephalocarida    |
|  |                                |
|  | Remipedia, Hexapoda (insectes) |
|  |                                |

|  | Copepoda, Malacostraca, Thecostraca                                                            |
|  |                                                                                                |
|  | \| \| Branchiopoda, Cephalocarida \| \| \| \| \| \| Remipedia, Hexapoda (insectes) \| \| \| \| |
|  |                                                                                                |
|  | Branchiopoda, Cephalocarida                                                                    |
|  |                                                                                                |
|  | Remipedia, Hexapoda (insectes)                                                                 |
|  |                                                                                                |

|  | Branchiopoda, Cephalocarida    |
|  |                                |
|  | Remipedia, Hexapoda (insectes) |
|  |                                |

|  | Copepoda, Malacostraca, Thecostraca                                                            |
|  |                                                                                                |
|  | \| \| Branchiopoda, Cephalocarida \| \| \| \| \| \| Remipedia, Hexapoda (insectes) \| \| \| \| |
|  |                                                                                                |
|  | Branchiopoda, Cephalocarida                                                                    |
|  |                                                                                                |
|  | Remipedia, Hexapoda (insectes)                                                                 |
|  |                                                                                                |

|  | Branchiopoda, Cephalocarida    |
|  |                                |
|  | Remipedia, Hexapoda (insectes) |
|  |                                |

|  | Copepoda, Malacostraca, Thecostraca                                                            |
|  |                                                                                                |
|  | \| \| Branchiopoda, Cephalocarida \| \| \| \| \| \| Remipedia, Hexapoda (insectes) \| \| \| \| |
|  |                                                                                                |
|  | Branchiopoda, Cephalocarida                                                                    |
|  |                                                                                                |
|  | Remipedia, Hexapoda (insectes)                                                                 |
|  |                                                                                                |

|  | Branchiopoda, Cephalocarida    |
|  |                                |
|  | Remipedia, Hexapoda (insectes) |
|  |                                |

|  | Copepoda, Malacostraca, Thecostraca                                                            |
|  |                                                                                                |
|  | \| \| Branchiopoda, Cephalocarida \| \| \| \| \| \| Remipedia, Hexapoda (insectes) \| \| \| \| |
|  |                                                                                                |
|  | Branchiopoda, Cephalocarida                                                                    |
|  |                                                                                                |
|  | Remipedia, Hexapoda (insectes)                                                                 |
|  |                                                                                                |

|  | Branchiopoda, Cephalocarida    |
|  |                                |
|  | Remipedia, Hexapoda (insectes) |
|  |                                |

|  | Copepoda, Malacostraca, Thecostraca                                                            |
|  |                                                                                                |
|  | \| \| Branchiopoda, Cephalocarida \| \| \| \| \| \| Remipedia, Hexapoda (insectes) \| \| \| \| |
|  |                                                                                                |
|  | Branchiopoda, Cephalocarida                                                                    |
|  |                                                                                                |
|  | Remipedia, Hexapoda (insectes)                                                                 |
|  |                                                                                                |

|  | Branchiopoda, Cephalocarida    |
|  |                                |
|  | Remipedia, Hexapoda (insectes) |
|  |                                |

## Galeria

Presentació amb alguns exemples
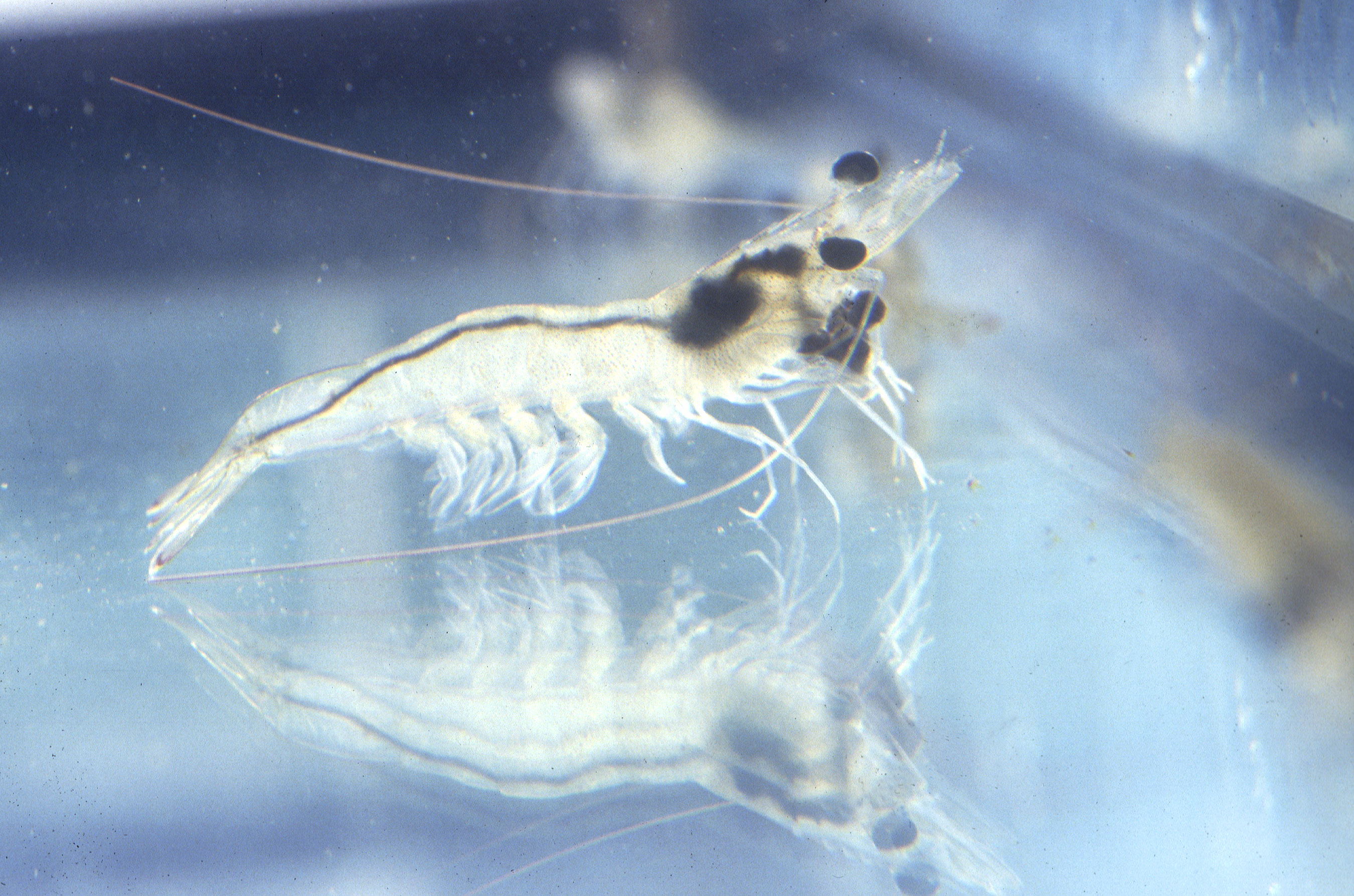
Decàpode, Dendobranquiat. Llagostí.
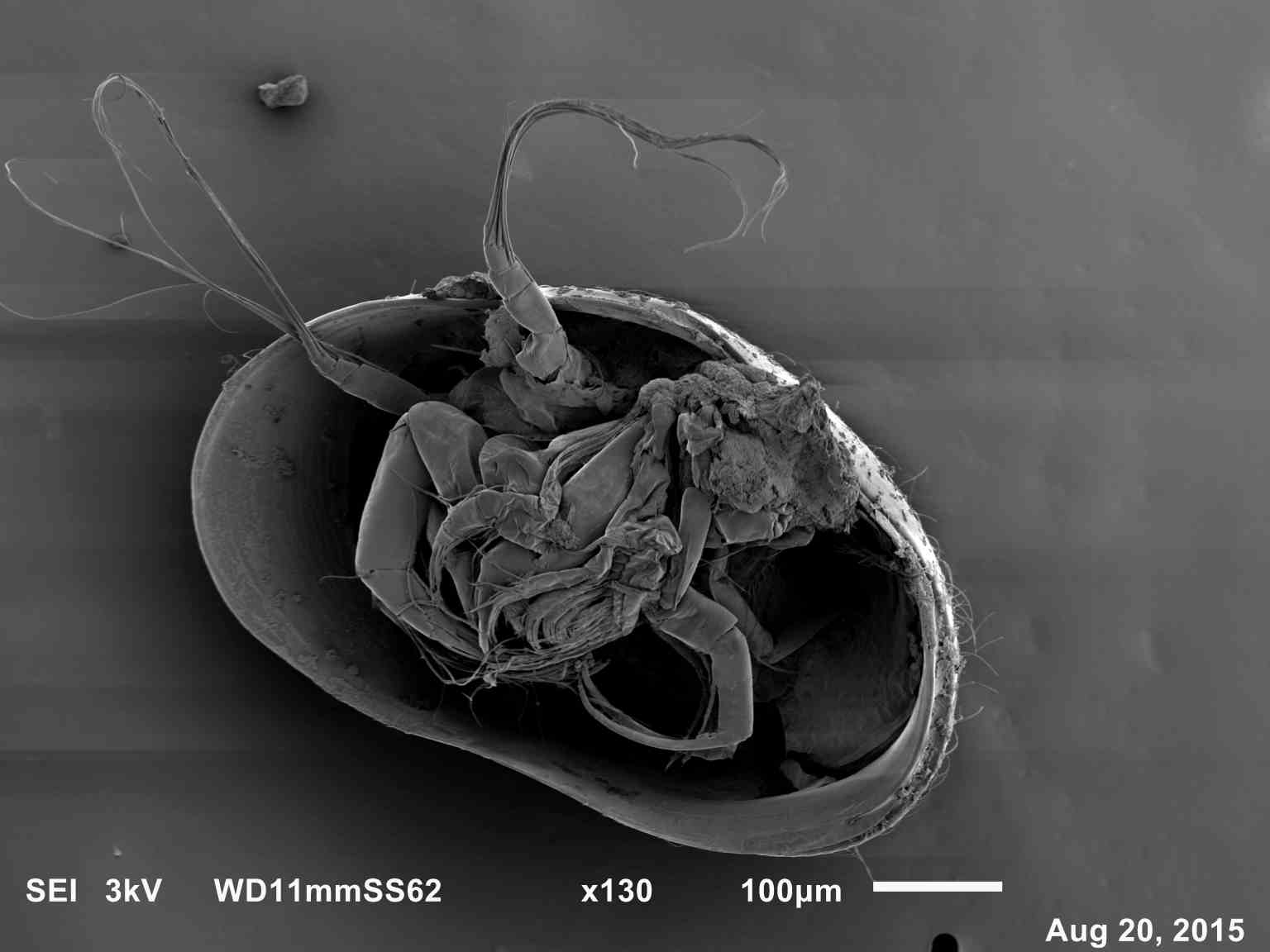
Ostràcode. Podocòpide.
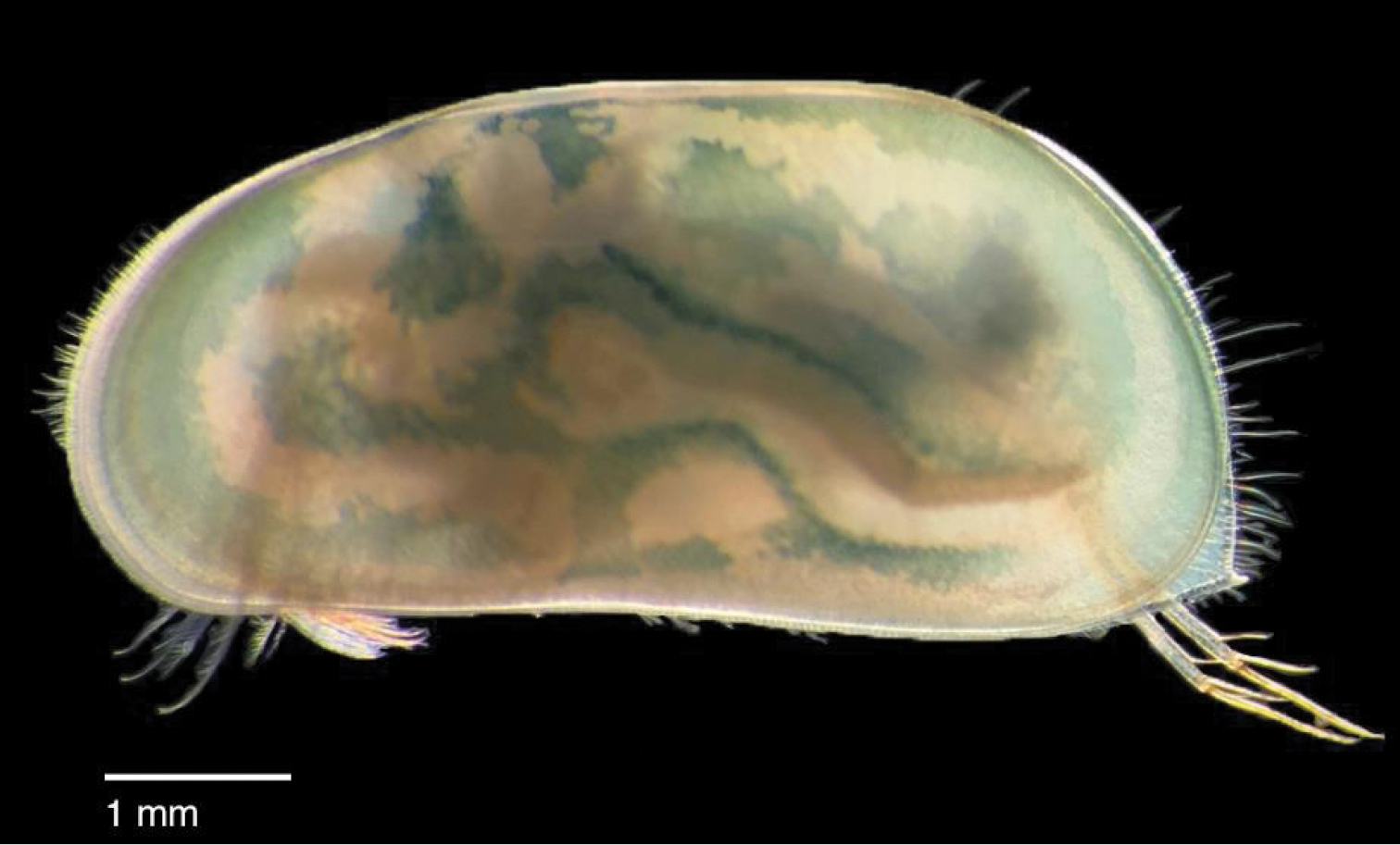
Ostràcode. Podocòpide.
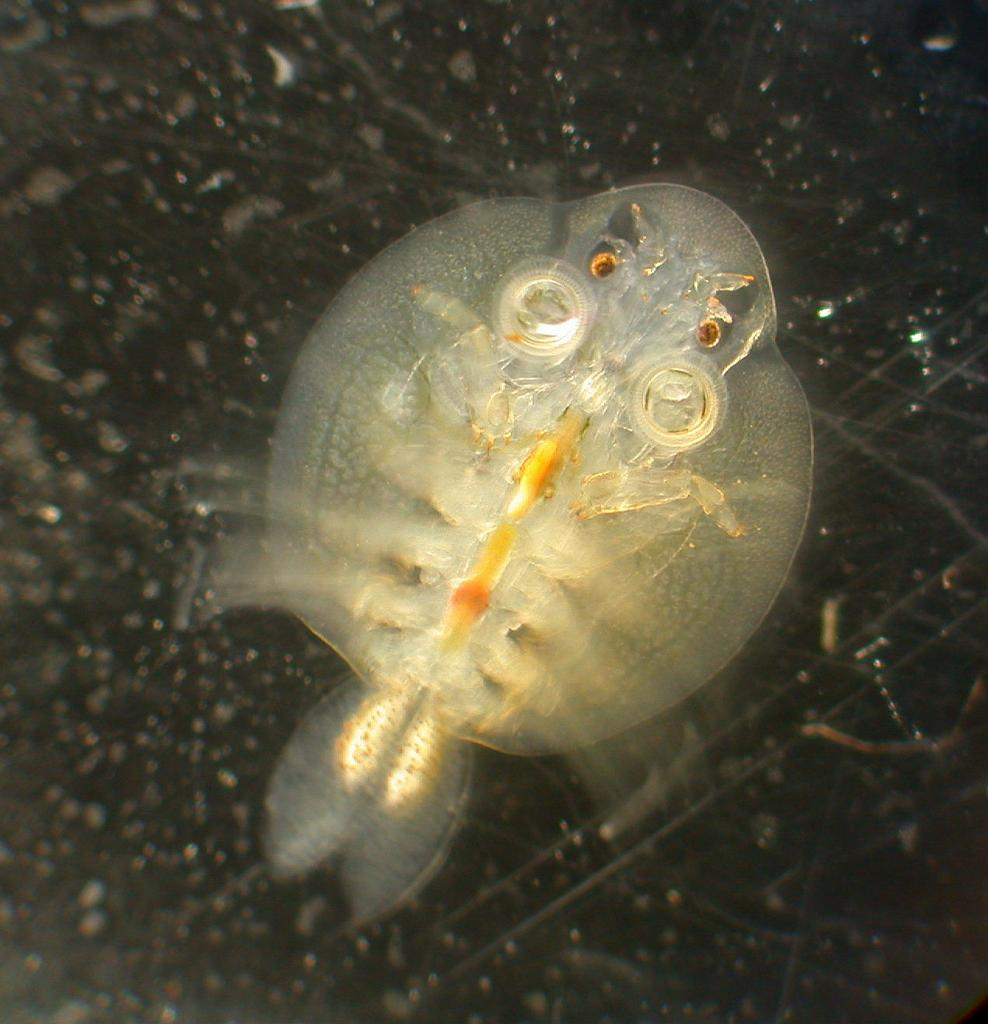
Branquiürs. Argúlid. Gènere Argulus.